# Franz Lahner
Franz Lahner (Bad Goisern am Hallstättersee, 1893 – Linz, 19 luglio 1966) è stato un aviatore austro-ungarico.

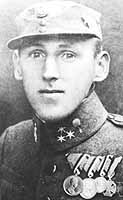
Ritratto fotografico di Franz Lahner nel 1918

Franz Lahner fu un pilota austriaco nella prima guerra mondiale quando ha ottenuto cinque vittorie diventando un Asso dell'aviazione.

## Biografia e prima guerra mondiale
Franz Lahner è nato nel 1893 a Bad Goisern am Hallstättersee, nell'Alta Austria. Dopo lo scoppio della guerra mondiale, fu chiamato nel 1915 ed entrò nel 2º reggimento di fanteria. Dopo un anno di servizio, è stato assegnato alla Kaiserliche und Königliche Luftfahrtruppen dove ha completato il corso di addestramento da pilota. Il 26 luglio 1917, ha ricevuto il suo brevetto di pilota ed è stato assegnato alla Flik 55J da caccia. La squadriglia era di stanza sul fronte italiano a Haidenschaft, ma pochi mesi dopo, dopo la Battaglia di Caporetto, si trasferì all'Aeroporto di Cirè di Pergine Valsugana.
Lahner raggiunse la sua prima vittoria aerea il 18 novembre 1917 quando colpì un Nieuport italiano vicino ad Arsiero con l'Albatros D.III. Il 27 novembre ha abbattuto un SAML da ricognizione su Campolongo. Il 16 dicembre, lui ed i due piloti della Monarchia, Julius Arigi e Josef Kiss, hanno abbatto su Arsiè il SAML di Matteo Fabbian e Orazio Giannini della 115ª Squadriglia che stava mitragliando in Valle Goccia (Cismon del Grappa). Il 25 gennaio 1918 colpisce un Nieuport ed il 21 marzo un aereo italiano Savoia-Pomilio vicino ad Asiago ottenendo la quinta vittoria per la qualifica di Asso dell'aviazione.
Nel settembre 1918, l'ex comandante, il capitano Josef von Maier, lasciò l'unità e Lahner ebbe i compiti amministrativi fino all'arrivo del nuovo comandante.
Dopo la fine della guerra, si unì alla allora polizia austriaca, ma dopo il trattato di pace questa organizzazione fu sciolta. Lahner visse a Linz, poi nella seconda guerra mondiale fu ufficiale nella Luftwaffe (Wehrmacht). Nel 1961 a Linz fondò la Lahner KG per calzature e pantaloncini, a cui dopo la sua morte subentrò sua figlia e poi suo nipote.
Franz Lahner morì il 19 luglio 1966 a Linz a causa di un ictus.